# 浦建路
浦建路是中华人民共和国上海市浦东新区的一条干道。西起浦东南路，东至龙阳路。

## 周边建筑物
- 上海市浦东新区规划设计研究院[1]
- 浦东新区第七、八、十八、三十一税务所[2]
- 上海交通大学医学院附属仁济医院东院

## 交会道路（北向南）
- 浦东南路
- 浦华路
- 南泉路、临沂北路
- 东方路（上海轨道交通6号线）
- 环龙路
- 杨高南路
- 东绣路
- 锦绣路
- 牡丹路
- 东建路、樱花路
- 杜鹃路
- 龙阳路